# Tegrimo II Guidi
Tegrimo II Guidi (fl. X secolo) è stato un nobile franco.

## Biografia
Tegrimo era probabilmente figlio di Guido I e di Gervisa, la sua seconda moglie. Rimasto orfano in tenera età, la sua tutela venne assunta dal diacono Ranieri, suo zio paterno, al fianco del quale compare in un atto rogato a Ravenna il 20 luglio 963 e in un altro documento del 964.
In seguito a una rivolta contro l'arcivescovo di Ravenna Pietro IV, il diacono Ranieri venne condannato in un placito tenuto da Ottone I nell'aprile 967. La rovina dello zio causò la perdita da parte di Tegrimo della concessione del monastero di San Salvatore in Alina nel 982. Fu probabilmente questa la ragione che spinse Tegrimo a fondare il monastero di San Fedele a Strumi.
Non è nota la data di morte di Tegrimo, ma nel 992 era già defunto.

## Discendenza
Tegrimo II contrasse un matrimonio ipergamico con l'ucpoldingia Gisla-Willa, una figlia di Ubaldo II, dalla quale ebbe Guido II e, probabilmente, una figlia, Gisla, moglie del conte Arardo II.